# Jolt (cómic)
Jolt (Helen «Hallie» Takahama) es un personaje que aparece en los cómics estadounidenses publicados por Marvel Comics. Ha sido representada como un miembro de los Thunderbolts y Jóvenes Aliados.

## Biografía
Helen «Hallie» Takahama nació en Ojai, California para posteriormente mudarse con sus padres a Nueva York. Es una fanática de los superhéroes, conociendo y memorizando detalles de muchos de los superhéroes y de muchas de sus batallas.
En su cumpleaños número 15, los Centinelas controlados por Onslaught destruyó su apartamento, matando a sus padres y amigos, y durante semanas Hallie se escondió en las ruinas de la ciudad con varios niños que rescató. Cuando Hallie fue a buscar ayuda después de la derrota de Onslaught, ella y todos los niños que estaba protegiendo fueron secuestrados por el grupo de mercenario, Las Ratas y experimentados por el jefe de Las Ratas, Arnim Zola. Los otros niños murieron o fueron horriblemente mutados, pero Hallie se volvió más rápida, más fuerte y ganó la capacidad de lanzar golpes bioeléctricos. Ella escapó e intentó alcanzar a Los 4 Fantásticos.
Hallie debido al secuestro protagonizado por Arnim Zola, no supo que muchos de los superhéroes, incluyendo a Los 4 Fantásticos y la mayoría de Los Vengadores, habían sido trasladados a un universo de bolsillo creado por Franklin Richards, el hijo de Reed Richards y la Mujer Invisible, por lo que todo el mundo cree que los héroes están muertos. Cuando Hallie llegó a La Torre de las Libertades, sede de Los 4 Fantásticos, se encontró en su lugar con los Thunderbolts, un nuevo equipo de superhéroes, que en realidad eran los Maestros del Mal dirigida por el Barón Helmut Zemo con el alias de Ciudadano V y también con Atlas, MACH-V, Meteorito, Songbird y Techno.
Ella se unió al equipo, y eventualmente convenció a la mayoría de los antiguos villanos ahora vacilantes para que se convirtieran en héroes. Ella salió a la carrera con el equipo. antes de que Ojo de Halcón se uniera. Al principio ella se resintió con Ojo de Halcón porque él creó identidades civiles para Charcoal y Jolt y los hizo regresar a la escuela, pero luego admitió que lo respetaba por haber estado donde estaban los Thunderbolts y les dio la misma oportunidad de redimir a sí mismos de lo que le habían dado. Más tarde, ella sería "asesinada" por Azote. Revivida por Techno, ahora podría convertirse en un ser de pura electricidad, pero el daño del tiempo que pasó "muerta" la dejó paralizada en su forma humana, aunque después de mucha terapia, ella se recuperó completamente.
Después de quedarse varada en Contra-Tierra con la mayoría de los Thunderbolts, ella eligió quedarse para ayudar al planeta devastado como uno de los Jóvenes Aliados. Sin embargo, Jolt hizo un breve regreso a la Tierra para ayudar a los Thunderbolts y Vengadores a detener a la piedra lunar fuera de control (que había poseído dos piedras lunares en ese momento y estaba perdiendo el control cuando absorbía las energías del Libertador dentro de ella).
En el momento en que Atlas luchaba contra la tercera encarnación del Barón Helmut Zemo de los Maestros del Mal, Jolt apareció para ayudar a Atlas a luchar contra los Maestros del Mal.

## Relaciones con los otros Thunderbolts
Hallie estaba particularmente cerca de sus compañeros de equipo Atlas y Charcoal. Atlas la veía como una hermana sustituta que le recordaba a su hermana muerta, Lindy. Carbón de leña tomó su "muerte" extremadamente difícil. Originalmente, también tenía una relación estrecha con Meteorite, que era una madre sustituta de Hallie antes de que se revelara que era la súper villana Moonstone y Jolt llegó a comprender cuán duplicada era realmente Moonstone.
El Barón Helmut Zemo odió a Jolt desde el principio al darse cuenta con bastante rapidez de que Moonstone estaba usando la buena influencia de Jolt para socavar su control de los Thunderbolts.

## Poderes y habilidades
Originalmente, Jolt poseía agilidad hipercinética y podía moverse a una velocidad asombrosa y saltar grandes distancias. Su metabolismo hiperactivo hizo que el campo bioeléctrico natural de su cuerpo fuera excepcionalmente poderoso, y podía sorprender a los enemigos con un toque. Además, Techno declaró que podía transformar cualquier tipo de energía en fuerza física y velocidad, y que con una fuente ilimitada de energía sería capaz de usar sus poderes sin ningún tipo de esfuerzo físico.
Después de su "renacimiento", Jolt podría cambiar de carne y hueso a electricidad viva. En su forma de energía, ella podía volar y disparar explosiones de fuerza eléctrica. Al principio, solo podía funcionar en su forma eléctrica, su forma humana estaba tan herida que apenas podía caminar y hablar. Ahora se ha recuperado por completo, y su nivel de poder ha aumentado.

## Otras versiones

### MC2
Aunque no aparece con frecuencia, Jolt fue miembro de los Vengadores antes de que se formara el equipo actual en A-Next #1.

### Marvel Adventures Iron Man
Jolt apareció en Marvel Adventures: Iron Man # 8, pero no como una superheroína. En cambio, ella era una asesina contratada por Justin Hammer. Hammer quería que ella eliminara a Iron Man y a Tony Stark, ya que Hammer estaba siendo acusado de intentar incriminar a Iron Man y causar mucho daño a la ciudad de Nueva York (esto tuvo lugar en Marvel Adventures: Iron Man # 4, donde Iron Man luchó contra Spymaster) y Tony Stark iban a testificar contra Hammer. Jolt apareció en su forma bioeléctrica, pero tenía los mismos poderes que la Marvel-616 Jolt.

### Marvel Zombies
Jolt formó parte de un equipo de zombificados Thunderbolts en Marvel Zombies: Dead Days. Ella, junto con el resto del equipo, es vista tratando de infectar a Thor, pero son detenidos por Nova y finalmente asesinados.